# Domenico Belli
Pour les articles homonymes, voir Belli.
Domenico Belli (né vers 1590 – mort en mai 1627 à Florence) est un compositeur italien.    

## Biographie
Selon Fétis, Domenico Belli est actif à la cour de Parme au début du XVIIe siècle, mais aucun document ne vient confirmer cette assertion. En 1607, il est membre de la Compagnia dell'Arcangelo Raffaello, où il entre en contact avec les plus importantes personnalités de l'époque.
Il travaille à la Basilique San Lorenzo de Florence, comme maître de chant entre 1610 et 1613, à la succession de Marco da Gagliano. En septembre 1619, avec sa femme Angelica, il entre au service de la cour des Médicis, apparaissant sur les livres de compte jusqu'en avril 1627.

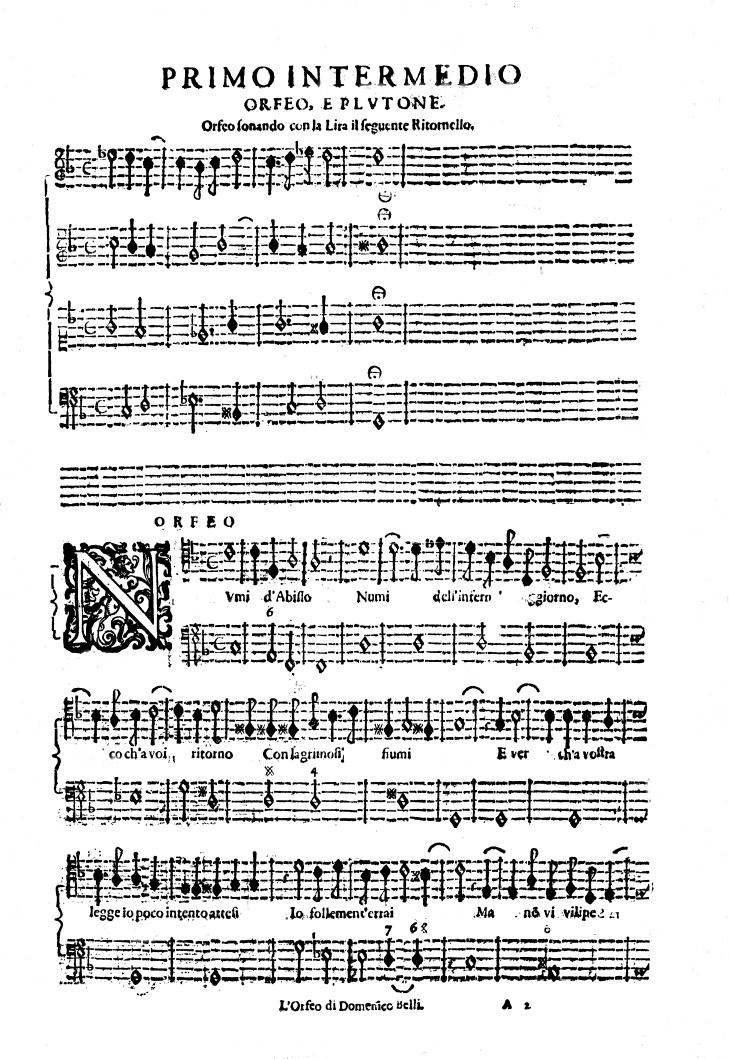
Le premier intermède de « L'Orfeo dolente » (1616).

Belli est l'un des premiers et plus fervents (et radicaux) parmi les compositeurs à embrasser le style monodique sur la basse continue. Il est particulièrement connu pour ses cinq intermèdes destinés à être joués entre les actes de l’Aminta de Torquato Tasso, Pianto d'Orfeo (ou Orfeo dolente), à partir du texte du poète Gabriello Chiabrera présenté pour le carnaval de Florence en 1616, au Palazzo della Gherardesca. L'œuvre témoigne de son goût pour le pathétisme, caractéristique de la fin de la Renaissance. Il est membre de la Camerata fiorentina. Un autre opéra perdu, Andromeda (Florence, 1618), d'après Jacopo Cicognini, est présenté également au Palazzo della Gherardesca, dont seul reste une description admirative par Giulio Caccini dans une lettre datée du lendemain, alors qu'il est secrétaire du grand duc de Toscane.
Au nombre de ses œuvres instrumentales figure le Libro di arie a 1 e 2 voci per sonari con il chitarrone (Amadino, Venise, 1616), sur des poèmes de Marino, Pétrarque et Guarini.
Il est enterré le 5 mai 1627 à Florence.
En 2008, l'ensemble baroque Le Poème harmonique publie un enregistrement de l’Orfeo dolente sous la direction de Vincent Dumestre.

## Œuvre
Ce qui reste de la musique de Domenico Belli, sont les publications vénitiennes de 1616.
- Orfeo dolente… diviso in 5 intermedi con li quali il signor Ugo Rinaldi (1616)
- Il primo libro dell' arie (1616)
- L'Andromeda favola marittima (Florence, 9 mars 1618) perdu

## Enregistrements
- Il nuovo stile, Le Poème harmonique/Vincent Dumestre, Alpha, 1999[9] (OCLC 1040371276)
- Firenze 1616 : Œuvres de Carlo Sarcini, Giulio Caccini, Cristofano Malvezzi, Giulio Caccini, Domenico Belli, Le Poème harmonique/Vincent Dumestre (septembre 2007, Alpha)[10] (OCLC 962421812)